# Commission scolaire du Pays-des-Bleuets
 (septembre 2020).
Pour les raisons suivantes :
- Les commissions scolaires québécoises étaient une forme de gouvernement local composé de commissaires élus et disposant de pouvoirs de taxation. Leur admissibilité dans Wikipédia est bien établie.
- Par contre, les centres de service scolaires sont plutôt des centres administratifs relevant du ministère de l'Éducation. Leur mode de gestion et leurs pouvoirs sont différents de ceux des commissions scolaires. Leur admissibilité selon les critères de Wikipédia n'a pas encore été démontrée.
- Vu leur nature différente, les éventuels articles sur les centres de services scolaires devraient être distincts de ceux des commissions scolaires, et non des renommages de ceux-ci.
- Les contributeurs sont invités à discuter de ce sujet sur Discussion Projet:Québec.

La commission scolaire du Pays-des-Bleuets était une ancienne commission scolaire québécoise au Saguenay-Lac-Saint-Jean, au Québec. La réforme scolaire Marois amena la création de cette nouvelle commission scolaire linguistique francophone, le 1er juillet 1998. Elle est abolie le 15 juin 2020, et remplacée par un centre de services scolaire.
Son nom rappelle le territoire qu’il couvre. Il dessert les territoires des MRC de Maria-Chapdelaine et du Domaine-du-Roy ainsi que la communauté autochtone de Mashteuiatsh et la municipalité de Saint-Ludger-de-Milot.
La centre de services scolaire du Pays-des-Bleuets offre des services de formation générale au secteur des jeunes (préscolaire, primaire, secondaire), des services d’éducation aux adultes et plusieurs programmes de formation professionnelle. Via son Service aux entreprises, elle offre de la formation aux entreprises.
Son réseau compte 25 écoles primaires, cinq écoles secondaires, quatre centres de formation des adultes et deux centres de formation professionnelle. Près de 6 800 jeunes et adultes prennent place sur les bancs d’école de ses établissements.
Avec ses 1 000 employés, le centre de services scolaire est un important employeur du comté Roberval. Son siège social est situé à Roberval et un second centre administratif est situé à Dolbeau-Mistassini.
Sa vision[Quoi ?] : « Au cœur de notre organisation, l'élève et son environnement »
Serge Bergeron, directeur général.

## Établissements
Écoles primaires
- Benoît-Duhamel
- Boisjoli
- Bon-Pasteur
- Carrefour étudiant
- Des Deux-Lacs
- Hébert
- Hélène-Laliberté
- Jean XXIII
- Jeanne-Mance
- Jolivent
- La Source
- L'Arbrisseau
- Les Prés Verts
- Maria-Goretti
- Mgr Bluteau
- Notre-Dame
- Notre-Dame-de-Lourdes
- Notre-Dame-des-Anges
- Pie XII
- Sacré-Cœur
- Sainte-Hedwidge
- Sainte-Lucie
- Sainte-Marie
- Sainte-Thérèse
- Saint-Louis-de-Gonzague
- Saint-Lucien

Écoles secondairesCité étudiante • Polyvalente de Normandin • Polyvalente des Quatre-Vents • Polyvalente Jean-Dolbeau • Polyvalente Jean-Dolbeau (Le Tournant) • Secondaire des Chutes
Centres d'éducation des adultesHenri-Bourassa • Le Parcours • Le Retour • L'Envol
Centres de formation professionnelleCFP Dolbeau-Mistassini • CFP de Roberval-Saint-Félicien